# Sites du patrimoine culturel du Khuttal ancien
Les sites du patrimoine culturel du Khuttal ancien sont un bien sériel du patrimoine mondial situé au Tadjikistan.
Le Khuttal (en) était une région et principauté médiévale située entre les rivières Piandj et Vakhch, et le Pamir, en Asie centrale.

## Patrimoine mondial
En 1999, le Tadjikistan ajoute deux propositions sur sa liste indicative, préalable nécessaire à tout examen par le Comité du patrimoine mondial : le palais du gouverneur de Khulbuk (en) et le monastère bouddhiste d'Ajina Tepe (en). La première proposition est révisée en 2021 et renommée "Khulbuk – la capitale de l'ancien Khuttal", puis "Ancien Khuttal" en 2023.
L'examen de la proposition a lieu en 2025 pendant la 47e session ; l'ICOMOS recommande de renvoyer la proposition au Tadjikistan afin de la reformuler, mais le Comité ne tient pas compte de son avis et le bien est inscrit au patrimoine mondial.

## Sites
Le bien inscrit comprend 11 sites distincts. Il comprend des édifices divers (monastères, caravansérails, etc.) dont la construction s'étale entre le VIIe et XIIe siècles.
| N°       | Site                            | Superficie (ha) | Zone tampon (ha) | Coordonnées                  | Illustration |
| -------- | ------------------------------- | --------------- | ---------------- | ---------------------------- | ------------ |
| 1627-001 | Ajina Tepe (it)                 | 1,508           | 13,792           | 37° 47′ 53″ N, 68° 51′ 16″ E |              |
| 1627-002 | Kalai Hulbuk                    | 2,585           | 195,6869         | 37° 46′ 40″ N, 69° 33′ 24″ E |              |
| 1627-003 | Shahristoni Hulbuk              | 14,275          | 195,6869         | 37° 47′ 01″ N, 69° 33′ 38″ E |              |
| 1627-004 | Manzaratepa                     | 22,06           | 33,634           | 37° 49′ 45″ N, 69° 35′ 23″ E |              |
| 1627-005 | Zoli Zard                       | 8,929           | 18,902           | 38° 07′ 42″ N, 69° 19′ 37″ E |              |
| 1627-006 | Makbarai Mavlono Tojiddin       | 20,88           | 25,478           | 38° 08′ 05″ N, 69° 20′ 40″ E |              |
| 1627-007 | Halevard (Kofirkala)            | 20,397          | 24,284           | 37° 35′ 19″ N, 68° 38′ 48″ E |              |
| 1627-008 | Shahristoni Zoli Zar            | 55              | 59,572           | 37° 38′ 59″ N, 69° 28′ 04″ E |              |
| 1627-009 | Caravansérail de Tohir          | 0,861           | 9,218            | 37° 44′ 40″ N, 69° 17′ 55″ E |              |
| 1627-010 | Shahrtepa                       | 5,748           | 20,643           | 37° 32′ 51″ N, 69° 22′ 13″ E |              |
| 1627-011 | Temple bouddhiste de Khishttepa | 0,166           | 7,667            | 38° 19′ 11″ N, 69° 56′ 01″ E |              |